# Sangita Tripathi
Sangita Tripathi (ur. 8 lipca 1968 w Paryżu) – francuska szpadzistka, dwukrotna medalistka mistrzostw świata.
Podczas mistrzostw świata w Hadze w 1995 roku Francuzki w składzie: Laura Flessel, Sophie Moressée-Pichot, Valérie Barlois i Sangita Tripathi zdobyły srebrny medal w zawodach drużynowych. W konkurencji tej zdobyła również złoty medal na mistrzostwach świata w La Chaux-de-Fonds (1998).
Wystartowała na igrzyskach olimpijskich w Sydney w 2000 roku, zajmując piąte miejsce drużynowo i czternaste indywidualnie.
Ponadto zdobyła złoty medal w szpadzie indywidualnej na mistrzostwach Europy w Krakowie w 1994 roku.